# Trzecieski
Trzecieski – polski herb szlachecki, znany z jedynego wizerunku pieczętnego.

## Opis herbu
Opis z wykorzystaniem zasad blazonowania, zaproponowanych przez Alfreda Znamierowskiego:
Na tarczy dwudzielnej w pas, pole górne barwy niewiadomej, pole dolne dwudzielne w słup, w którym po prawej i po lewej głowa mężczyzny.
Klejnot: dwie trąby myśliwskie.

## Najwcześniejsze wzmianki
Pieczęć J. Trzecieskiego z 1576 roku.

## Herbowni
Ponieważ herb Trzecieski był herbem własnym, prawo do posługiwania się nim przysługuje tylko jednemu rodowi herbownemu:
Trzecieski.